# 大阪市立北中島小学校
大阪市立北中島小学校（おおさかしりつ きたなかじましょうがっこう）は、大阪府大阪市淀川区にある公立小学校。
学校上空付近が大阪空港を離着陸する航空機の経路となっている関係で、校舎には航空機騒音対策の措置がとられている。

## 沿革
- 1874年5月 - 西成郡第六大区四小区第五番小学校として創立。
- 1879年 - 蒲田小学校に改称。
- 1893年 - 西成郡北中島尋常小学校に改称。
- 1925年4月1日 - 北中島村が大阪市に編入されたことに伴い、大阪市北中島尋常高等小学校に改称。
- 1927年 - 分校を開設。
- 1929年 - 分校が大阪市三国尋常小学校（現在の大阪市立三国小学校）として独立開校。
- 1941年4月1日 - 国民学校令により、大阪市北中島国民学校に改称。
- 1944年 - 高槻市に集団疎開。
- 1947年4月1日 - 学制改革により、大阪市立北中島小学校に改称。
- 1961年4月1日 - 大阪市立東三国小学校を分離。
- 1974年 - 航空機騒音防止工事完了。
- 1982年4月1日 - 従来の校区の一部を、新設の大阪市立宮原小学校校区へ分離。

## 通学区域
- 大阪市淀川区 東三国1丁目・4丁目、西宮原3丁目（一部）、宮原1丁目～5丁目。

卒業生は大阪市立宮原中学校に進学する。

## 出身者
- aiko - シンガーソングライター
- 池谷幸雄 - 体操選手、タレント
- 池谷直樹 - 体操選手、タレント

## 交通
- Osaka Metro御堂筋線 東三国駅 南西へ約200m。